# Amélia Mingas
Amélia Arlete Vieira Dias Rodrigues Mingas (Ingombota, Luanda, 17 de dezembro de 1940 – Luanda, 12 de agosto de 2019) foi uma pesquisadora-docente universitária e linguista angolana.

## Biografia
Nascida na Rua do Carmo, na zona de Ingombota, em Luanda, é filha de André "Mongone" Rodrigues Mingas e de Antónia Diniz de Aniceto Vieira Dias. Amélia Mingas pertencia a uma família de ínfluentes personalidades angolanas. Seu pai foi um importante nacionalista e anticolonialista, bem como o seu tio Liceu Vieira Dias, que além disso foi um dos fundadores da música popular angolana. Alguns dos irmãos de Amélia Mingas foram também figuras notáveis da história angolana, nomeadamente os políticos, cantores e compositores André Mingas e Ruy Mingas, a atleta e administradora Júlia Rodrigues Mingas, o comandante policial José "Zé" Rodrigues Mingas e o economista, escritor e político Saíde Mingas.
Amélia Mingas fez a instrução primária na Escola N.º 8 e os estudos secundários nos Liceus Paulo Dias de Novais e Salvador Correia. Neste período, em outubro de 1961, juntamente com José de Oliveira de Fontes Pereira, Aristides Van-Dúnem, Lopo do Nascimento, Dina Stella, Duda, Constantina Vieira, Armando Correia de Azevedo e Quim Jorge, membros do grupo Botafogo (ligado ao MPLA) e da Escola do Semba, criam o Grupo Cultural Músico-Teatral Ngongo, promovendo peças e apresentações de cunho nacionalista e revolucionário na periferia das cidades angolanas.
Muda-se para a Europa, onde licencia-se em filologia germânica na Faculdade de Letras da Universidade de Lisboa e doutora-se em linguística geral e aplicada pela Universidade Paris-Descartes. Enquanto na Europa, com um grupo de estudantes angolanos composto por Pedro Van-Dúnem Loy, Mário Santiago, José Eduardo dos Santos, Maria Mambo Café, Brito Sozinho, Ana Wilson, entre outros, formou o Conjunto Nzaji, uma formação musical angolana de grande relevo. Amélia Mingas era vocalista do grupo. O grupo chegou a gravar um disco em 1972 na Finlândia pelo selo Eteepäin.
Retorna a Angola para trabalhar como professora do ensino secundário, exercendo as funções de coordenadora de língua portuguesa do Instituto Médio de Educação; foi chefe do setor, mais tarde, coordenadora do departamento de língua portuguesa do Instituto Superior de Ciências da Educação de Luanda (ISCED-Luanda) e diretora do Instituto Nacional de Língua do Ministério da Cultura. Além de trabalhar em investigação, Amélia Mingas foi responsável pela cadeira de linguística banta na Universidade Agostinho Neto.
Entre 2006 e 2010, Amélia Mingas foi diretora executiva do Instituto Internacional da Língua Portuguesa, com sede na cidade da Praia, em Cabo Verde, tendo defendido o estabelecimento de uma política linguística comum aos oito Estados que têm o português como língua oficial.
Participou em vários seminários e palestras ligados à problemática das línguas africanas e portuguesa, no interior e exterior do país. Publicou Interferência do Kimbundu no Português Falado em Lwanda, além de três trabalhos de investigação relativos a uma língua do grupo congo, o iuoio, falado em Cabinda.
Morreu a 12 de agosto de 2019, em Luanda, aos 78 anos de idade, vítima de paragem cardíaca.

## Ligação Externa
- Site de homenagem a Amélia Mingas